# Juin 1987

## Événements
- 1er juin (Liban) : le 1er ministre Rachid Karamé est assassiné en pleine guerre civile par le chef de la milice des Forces libanaises, Samir Geagea.
- 2 juin : incendie dans un dépôt d’hydrocarbures de la société Shell au Port Édouard-Herriot, sur la rive droite du Rhône à Lyon [1].
- 5 juin (Argentine) : une loi indique que seuls sont passibles des tribunaux les militaires qui commandaient un corps d’armée ou une sous-région militaire ainsi que ceux qui avaient la responsabilité d’une des forces de sécurité, soit une trentaine de personnes seulement au total. Cette loi d’amnistie (« loi d’obéissance aux ordres reçus ») met un terme aux procès mais pas à la mauvaise humeur des militaires qui souhaitent une augmentation de leur budget (réduit de moitié) et la reconnaissance du bienfait historique de leurs opérations de lutte contre la subversion.
- 6 juin : victoire de l’Allemande Steffi Graf en finale des Internationaux de France à Roland-Garros.
- 7 juin : 
  - victoire du tchèque Ivan Lendl en finale des Internationaux de France à Roland-Garros.
  - une tempête soudaine ravage le sud ouest de la France, 9 morts[2],[3].
- 8 juin : treizième sommet des pays les plus industrialisés à Venise (Italie).
- 10 juin (Corée du Sud) : le président Chun Doo-hwan nomme Roh Tae-woo pour lui succéder.
- 11 juin :
  - nouvelle victoire électorale des conservateurs dirigés par Margaret Thatcher au Royaume-Uni. Le Parti travailliste commence à recentrer son programme. Il se rallie à la vente des logements sociaux, aux privatisations, à certaines réformes syndicales et abandonne sa position antieuropéenne et le thème du désarmement unilatéral.
  - Pologne :en voyage à Gdańsk, le pape Jean-Paul II exprime son soutien à la fédération syndicale Solidarność[1].
- 12 juin : 
  - dans un discours à Berlin, Ronald Reagan défie Mikhaïl Gorbatchev de faire tomber le mur (Tear down this wall)[4].
  - Centrafrique : l’ex-empereur Jean-Bedel Bokassa est condamné à mort.
- 13 juin :
  - (Sydney, Australie) : victoire de l'équipe de France de rugby en demi-finale de la première coupe du monde face à l'Australie par 30 points à 24, match disputé au Concord Oval.
  - départ de la cinquante-cinquième édition des 24 Heures du Mans.
- 14 juin :
  - Võ Chí Công, président de la République du Viêt Nam (fin en 1992).
  - Italie : les élections générales sont remportées par la Démocratie chrétienne (Italie).
- 18 juin :
  - Phạm Hùng, Premier ministre du Viêt Nam (fin en 1988).
  - le parlement européen reconnaît le génocide arménien.
- 19 juin : Attentat de l'Hipercor à Barcelone faisant 21 décès et 45 blessés.
- 20 juin :
  - Henri Pescarolo, Patrick Fourticq, Hubert Auriol et Arthur Powell battent, aux commandes d'un Lockheed 18 Lodestar le record du tour du monde établi par Howard Hughes  en 1938, en 88 heures et 91 minutes.
  - rugby : la  Nouvelle-Zélande remporte la finale de la Coupe du monde en battant la France.
  - le skipper français Philippe Poupon établit un nouveau record de la traversée de l'Atlantique nord à la voile en 7 j 12 h 49 min.
- 21 juin : 
  - le chancelier d’Allemagne Helmut Kohl propose la création d’une unité militaire franco-allemande[1].
  - (Formule 1) : Grand Prix automobile de Détroit remporté par le Brésilien Ayrton Senna.
- 23 juin : 
  - Collision entre le Fuyoh-Maru et le Vitoria : le pétrolier japonais Fuyoh Mary et le pétrolier grec Vitoria entrent en collision sur la Seine entre Le Havre et Rouen et provoquent la mort de six membres d’équipage[1],[5].
  - prise de position de l’episcopat français qui déclare que le Sida n’est pas un châtiment divin[1],[6].
- 24 juin : le pape Jean-Paul II reçoit le Président autrichien Kurt Waldheim au Vatican[1].
- 26 juin : entrée en vigueur de la Convention contre la torture et autres peines ou traitements cruels, inhumains ou dégradants par l’Organisation des Nations unies.
- 30 juin : première diffusion à la télévision française (TF1) du film ‘’Shoah ‘’ de Claude Lanzmann[1].

## Naissances
- 3 juin : Masami Nagasawa, actrice japonaise.
- 6 juin : Keizer, rappeur néerlandais.
- 9 juin : James Maynard, mathématicien britannique.
- 13 juin : John Bryant, basketteur américain.
- 16 juin : Gary Florimont, basketteur français.
- 17 juin : Kendrick Lamar, rappeur américain.
- 18 juin : Au Nok-hin, homme politique hongkongais.
- 20 juin : Paweł Rogaliński, journaliste polonais.
- 24 juin : Lionel Messi, footballeur argentin.
- 26 juin : Samir Nasri, footballeur français.
- 27 juin : Aurore Climence, judokate française.
- 29 juin : Jena Lee, chanteuse française née au Chili.

## Décès
- 2 juin :
  - Sammy Kaye, musicien américain.
  - Andrès Segovia, guitariste espagnol (° 1893).
  - François Perroux, économiste français (° 19 décembre 1903).
- 3 juin : Pham Dang Tri, peintre vietnamien (° 24 août 1920).
- 11 juin : Marin-Marie, écrivain et peintre français (° 10 décembre 1901).
- 17 juin : Arnold Mandel, écrivain français (° 1913).
- 19 juin : Michel de Saint Pierre, écrivain français.
- 22 juin : Fred Astaire, acteur et danseur américain (° 10 mai 1899).
- 24 juin : Jackie Gleason, acteur compositeur, producteur, scénariste et réalisateur américain (° 26 février 1916).